# Веснянська сільська рада (Миколаївський район)
Весня́нська сільська́ ра́да — адміністративно-територіальна одиниця та орган місцевого самоврядування в Миколаївському районі Миколаївської області. Адміністративний центр — селище Весняне.

## Загальні відомості
- Територія ради: 59,143 км²
- Населення ради: 876 осіб (станом на 2017 рік)
- Територією ради протікає річка Корчик

## Населені пункти
Сільській раді були підпорядковані населені пункти:
- с-ще Весняне

## Склад ради
Рада складалася з 16 депутатів та голови.
- Голова ради:Павлушко Василь Маркович
- Секретар ради: Стрижак Лариса Іванівна

### Керівний склад попередніх скликань
| Прізвище, ім'я, по батькові | Основні відомості                                                         | Дата обрання | Дата звільнення |
| --------------------------- | ------------------------------------------------------------------------- | ------------ | --------------- |
| Семашко Анжеліка Василівна  | Сільський голова, 1963 року народження, член Народної партії              | 26.03.2006   | 31.10.2010      |
| Семашко Анжеліка Василівна  | Сільський голова, 1964 року народження, освіта вища, член Партії регіонів | 31.10.2010   |                 |

Примітка: таблиця складена за даними сайту Верховної Ради України

### Депутати
За результатами місцевих виборів 2010 року депутатами ради стали:

#### За суб'єктами висування
| Суб'єкт висування           | Кількість обраних депутатів | %    |
| --------------------------- | --------------------------- | ---- |
| Партія регіонів             | 8                           | 50   |
| Партія «Народна влада»      | 5                           | 31,3 |
| Самовисування               | 2                           | 12,5 |
| Комуністична партія України | 1                           | 6,3  |

#### За округами
| № округу                    | Прізвище, ім'я, по батькові    | Дата визнання обраним | Освіта             | Партійна приналежність | Відомості про обраного депутата                                                                             |
| --------------------------- | ------------------------------ | --------------------- | ------------------ | ---------------------- | --- |
| Комуністична партія України |                                |                       |                    |                        | |
| 9                           | Пустовий Сергій Володимирович  | 01.11.2010            | вища               | позапартійний          | ДСП «Миколаївська птахофабрика», машиніст холодильних установок                                             |
| Партія «Народна влада»      |                                |                       |                    |                        | |
| 2                           | Федорова Надія Павлівна        | 01.11.2010            | вища               | позапартійна           | пенсіонер                                                                                                   |
| 4                           | Ткачук Віталій Вікторович      | 01.11.2010            | вища               | позапартійний          | СДП2-3, пожежник                                                                                            |
| 10                          | Шевченко Леонід Іванович       | 01.11.2010            | вища               | позапартійний          | Миколаївський професійний ліцей, майстер виробничого навчання                                               |
| 13                          | Заїка Анатолій Миколайович     | 01.11.2010            | вища               | позапартійний          | тимчасово не працює                                                                                         |
| 16                          | Лахнов Володимир Олександрович | 01.11.2010            | вища               | позапартійний          | ТОВ «Золота Нива», завідувач току                                                                           |
| Партія регіонів             |                                |                       |                    |                        | |
| 1                           | Гайкова Ольга Арсенівна        | 01.11.2010            | вища               | позапартійна           | Облсний протитуберкульозний диспансер, секретар                                                             |
| 5                           | Мєкшун Наталя Олександрівна    | 01.11.2010            | вища               | позапартійна           | Територіальний центр, соціальний працівник територіального центрусоціального обслуговування(надання послуг) |
| 6                           | Лященко Олена Василівна        | 01.11.2010            | вища               | позапартійна           | Веснянська сільська рада, спеціаліст — землевпорядник                                                       |
| 7                           | Савицька Ілона Геннадіївна     | 01.11.2010            | середня спеціальна | член Партії регіонів   | тимчасово не працює                                                                                         |
| 8                           | Широкова Валентина Олексіївна  | 01.11.2010            | вища               | позапартійна           | Районний відділ освіти, методист                                                                            |
| 11                          | Бродецька Алла Вікторівна      | 01.11.2010            | вища               | позапартійна           | Веснянська загальноосвітня школа, вчитель                                                                   |
| 14                          | Дубінко Ольга Іванівна         | 01.11.2010            | вища               | член Партії регіонів   | ВАТЕК «Миколаївобленерго», контролер                                                                        |
| 15                          | Стрижак Лариса Іванівна        | 01.11.2010            | вища               | позапартійна           | Веснянська сільська рада, секретар                                                                          |
| Самовисування               |                                |                       |                    |                        | |
| 3                           | Лисиця Сергій Григорович       | 01.11.2010            | вища               | позапартійний          | ТОВ «РДІ Ltd», інженер стильниковогоз'вязкукомпанії                                                         |
| 12                          | Поник Володимир Васильович     | 01.11.2010            | середня спеціальна | позапартійний          | приватний підприємець                                                                                       |